# Индийска философия
Индия има богата и разнообразна философска традиция датираща от съчиняването на Упанишадите в късния Ведически период. Според Сарвепали Радхакришнан най-древните от тях съставляват „...най-ранните философкски съчинения в света.“
От късната средновековна епоха (ок.1000-1500) различни школи (санскрит: даршани) на индийската философия се идентифицират като ортодоксални (скт: астика) или неортодоксални (скт: настика) в зависимост от това дали възприемат Ведите като непогрешим източник на знание. В индуистката философия има шест ортодоксални школи и три хетеродоксални школи. Ортодоксалните са няя, вайшешика, самкхя, йога, пурва миманса и веданта. Хетеродоксалните са джайнизъм, будизъм и материалистичната (чарвака).
Основните школи в индийската философия са формализирани главно между 1000 пр.н.е. и ранните векове от новата ера. Следващите векове произвеждат коментари и пререформулировке до 20 век. Съревнованието между различните школи е интензивно, особено между 800 пр.н.е. и 200 н.е. Някои, като шиваизма, адвайта веданта, джаийнизма и будизма оцеляват, докато други като самкхя и адживика не оцеляват, като са или асимилирани, или изчезват.
Санскритският термин за „философ“ е даршаника, този, който е запознат с философските системи или даршани.